# Kesselberg (Euskirchen)
Der Kesselberg ist eine 287 m ü. NHN hohe Erhebung auf der Gemarkung der Stadt Euskirchen im Kreis Euskirchen in Nordrhein-Westfalen. Er liegt südlich der Hardtburg sowie westlich von Kirchheim, einem Stadtteil von Euskirchen. Westlich liegt Kirspenich, ein Ortsteil der Stadt Bad Münstereifel, südlich der 295,7 m hohe Watzenberg.